# Nikołaj Zielenow
Nikołaj Andrianowicz Zielenow (ros. Николай Андрианович Зеленов, ur. 23 sierpnia?/5 września 1917 we wsi Popowka w obwodzie kostromskim, zm. 29 czerwca 1944 k. Wyborgu) – radziecki lotnik wojskowy, kapitan, Bohater Związku Radzieckiego (1943).

## Życiorys
Urodził się w rodzinie robotniczej. Ukończył technikum w Kostromie, pracował jako mierniczy, od 1936 służył w Armii Czerwonej. W 1937 ukończył wojskową szkołę lotniczą w Ługańsku, służył w 154 pułku lotnictwa myśliwskiego w Leningradzkim Okręgu Wojskowym, 1939-1940 uczestniczył w wojnie z Finlandią, wykonując ponad 10 lotów bojowych. Od czerwca 1941 brał udział w wojnie z Niemcami, walczył m.in. w obronie Leningradu i uczestniczył w walkach w rejonie Nowej Ładogi i Nowogrodu oraz w Estonii, w tym w rejonie Tartu. W 1943 był zastępcą dowódcy eskadry 154 pułku lotnictwa myśliwskiego 8 Armii Frontu Leningradzkiego w stopniu starszego porucznika, później otrzymał stopień kapitana. Wykonał ponad 600 lotów bojowych i brał udział w 117 walkach powietrznych, w których strącił osobiście 24 i w grupie 9 samolotów wroga. Zginął w walce powietrznej w okolicach Wyborgu. Został pochowany w Leningradzie. W Wołgorieczensku jego imieniem nazwano ulicę.

## Odznaczenia
- Złota Gwiazda Bohatera Związku Radzieckiego (10 lutego 1943)
- Order Lenina
- Order Czerwonego Sztandaru (dwukrotnie)
- Order Wojny Ojczyźnianej I klasy (dwukrotnie)

I medale.